# Koki Kano
Koki Kano (n. 19 decembrie 1997, Prefectura Aichi, Japonia) este un scrimer japonez, medaliat olimpic. A participat la 2 ediții ale Jocurilor Olimpice (2020, 2024) în care a câștigat două medalii de aur.